# 아브람 페드로비치 간니발

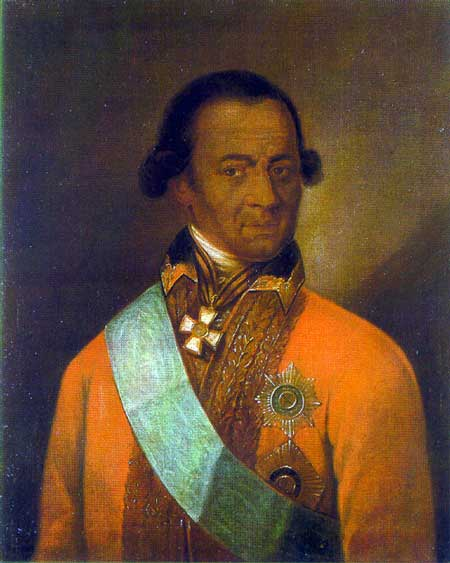
아브람 페드로비치 간니발 소장의 초상화

아브람 페드로비치 간니발(Абрам Петрович Ганнибал, Abram Petrovich Gannibal, 1696년 - 1781년 5월 14일) 또는 하니발(Hannibal), 가니발(Ganibal), 이브라힘 한니발(Ibrahim Hannibal)은 러시아 제국의 군인으로 러시아 제국의 황제 표트르 1세가 아프리카에서 데리고 온 인물이다. 러시아 제국군 소장이자 군사 기술자(military engineer) 그리고 레발(Reval)의 총독이 되었다. 러시아의 대문호 알렉산드르 푸시킨의 외증조부로서 알려져 있고, 푸시킨은 자신의 외증조부에 대한 미완성된 역사소설 표트르 대제의 흑인(Peter the Great's Negro)을 쓰기도 했다.

## 유년시대
그의 출생은 정확하게 알려져 있지 않다. 간니발에 대해 최초로 기록된 것은 그가 1696년 에티오피아의 지방으로 현재 에리트레아(의 마을 "라콘"(Lagon)에서 태어났다고 한다. 마을 북쪽에는 마레프 강( Mareb River)이 흐르고 있다고 한다(현재 마레프 강은 에티오피아-에리트레아 사이의 국경을 이루고 있다). 그러나 이것을 증명할 수 있는 것은 에티오피아에 없다.
1996년 조사에 의하면, 차드호 남부의 현재 카메룬에 로코네-빌니(Logone-Birni)란 술탄이 있어서 여기가 그곳이 아닐까라는 추측이 있다. 간니발이 1742년 옐리자베타 여제에게 제출한 공식 서류에서는 귀족의 지위와 문장을 위한 청원서가 쓰여 있는데, 그는 코끼리와 신비스런 문자 FVMMO라고 쓴 것을 가문(家紋)으로 사용할 권리를 인정하길 원한다고 기록되어 있다. 이것은 서아프리카의 코토코 왕국(Kotoko)이 고향인 것을 의미한다. 그러나 FVMMO는 라틴어의 "Fortuna Vitam Meam Mutavit Oppido" ; 행운이 이 도시에서 나의 인생을 변하게 했다(Fortune has changed my life in the city）의 머리글자를 모아 만든 것이 아닌가 추측하는 이도 있다.
7살 때 （1703년 경）, 간니발은 콘스탄티노플에 있던 오스만 제국의 술탄 곁으로 보내졌다.그해 술탄의 자리는 무스타파 2세(Mustafa II , 치세 1695년-1703년)에서 아흐메드 3세(Ahmed III , 치세 1703년-1730년)로 옮겨졌다. 그 자신의 이야기로써 필자 불명으로 알려진 간니발의 독일어 자서전에서는 "모든 이슬람교 지배자 말하자면 투르크의 술탄은 귀족 가문에서 아이를 인질로 요구했다."(the children of the noble families were taken to the ruler of all the Muslims, the Turkish sultan, as hostages)라고 말했다. 아이의 아버지가 이상한 움직임을 보이면 의혹을 갖고 아이를 살해하거나 노예로 팔려나가기도 했다. 간니발의 누이 라한(Lahan)은 같은 시기에 신병을 구속받았으나, 여행 도중에 죽었다.
1704년 콘스탄티노플에서 러시아 대사 사바 라구진스키(Savva Raguzinsky)의 대리인에 의해 간니발을 데리고 가게 되었다. 그의 상관 표트르 톨스토이(작가 레프 톨스토이의 증조부)에게 맡겨졌다.
이것은 전부 표트르 1세의 명령에 의한 것이다. 다행스럽게도, 간니발은 데려갔던 유일한 아랍인 아이였던 것이다. 유럽 왕가의 궁전에서 흑인 아이는 매우 진귀한 것으로 이것은 황제의 동의 없이는 이루어지질 않았다. 아랍인은 야만스럽고 문명화되지 않았다는 당시 생각이 만연했으나, 표트르 1세는 이 아이들을 러시아 귀족의 아이들과 마찬가지로 예술 및 과학을 할 수 있다는 것을 증명하고, 피부의 색깔이 아닌 그 능력으로 인정받아야 한다는 것을 보여주기 위한 것이었다.
간니발은 1705년 빌니우스의 상트 페라스케바 교회(St. Paraskeva's Church)에서 세례를 받았다. 표트르 1세가 그의 대부가 되어 주었다.

## 교육
1717년, 간니발은 예술, 과학, 군사의 교육을 계속 받기 위해 파리로 데려가게 되었다. 이때쯤 그는 유창하게 수개 국어를 말할 수 있었고, 수학과 기하학을 알고 있었다. 그는 루이 15세의 군대에 들어가,스페인의 펠리페 5세군과 전투를 벌였다. 이때 대위가 되었다. 프랑스 주재(駐在) 기간 간니발은 자신의 이름을 카르타고의 장군 한니발(Hannibal)의 명예로운 이름으로 바꾸게 되었다(간니발이란 한니발의 러시아어 표기에 의한 것이다）. 파리에서 그는 계몽 시대의 상징인 디드로, 몽테스키외, 볼테르와 친교를 맺었다.(이 주장은 간니발의 전기 작가 휴 반스(Hugh Barnes)와 비평가 앤드루 칸(Andrew Kahn)과의 논쟁이 있었다.) 볼테르는 간니발을 "계몽시대의 검은 별"(dark star of the Enlightenment)이라고 불렀다.

## 표트르 & 옐리자베타 밑에서

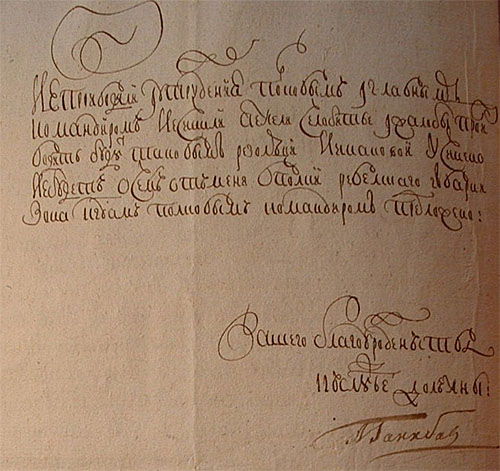
1744년 5월 22일 A. 간니발(A. Ganibal)의 편지 서명. 탈린 도시 기록보관소.

간니발의 교육은 1722년에 종료되었고, 그는 러시아로 귀국하게 되었다. 그는 표트르 1세에게 러시아로 해로가 아닌 육로로 귀국할 수 있도록 허락해 달라는 편지를 썼다. 그는 귀국 도중에 표트르 자신과 모스크바에서 몇km 로 떨어진 곳에서 만나기를 요청했다.
1725년 표트르 1세가 죽자, 간니발은 1727년 상트페테르부르크에서 4,000마일 동쪽인 시베리아에 유배되었다. 그는 1730년 자신의 군사 기술의 능력으로 인해 용서받았다. 1741년 표트르 1세의 딸 옐리자베타가 즉위하자, 그는 여제의 궁전에서 두드러진 인물이 되었고, 소장의 지위가 내려지고, 레발(지금의 에스토니아 탈린)의 총독이 되었다. 그는 1742년부터 1752년까지 이 지위에 있었다. 1744년 5월 22일 편지에 "A. 간니발"(A. Ganibal, 기록엔 오직 한 글자 'n')이란 서명을 적었다. 옐리자베타는 1742년 100명 이상의 농노가 있는 프스코프(Pskov) 지방의 미하일로비스코에(Mikhailovskoye)를 영지로 하사했다. 그는 1762년에 은퇴했다.
그에 대한 풍문으로는 위대한 장군 알렉산드르 수보로프는 간니발이 그의 아버지에게 아들을 군인이 되게하라고 설득하고, 자신의 병사로써 군사경력을 쌓도록 요청했다고 전해진다.

## 가족
간니발은 2번 결혼했다. 그의 첫 아내는 그리스 여성인 에브도키아 디오펠(Evdokia Dioper)이었다. 두사람은 1731년 결혼해 딸 하나를 얻었다. 불행하게도 에브도키아는 남편을 매우 혐오했는데, 그것은 강제로 이루어진 결혼이었기 때문이다. 간니발은 이후 에브도키아가 부정을 저질렀다는 것을 알고, 아내를 체포해 감옥에 넣었고, 에브도키아는 11년동안 무서운 환경에 놓이게 되었다. 그동안 간니발은 마티아스 요한 세베르크(Mattias Johan Siöberg)와 크리스티나 엘리자베타 달베디일(Christina Elisabeth d'Albedyll)의 딸 크리스티나 레지나 세베르크(Christina Regina Siöberg, 1705-1781)란 다른 여성과 사귀기 시작했고, 1736년 레발에서 에브도키아와 정식으로 이혼하지 않은 상태에서 크리스티나와 재혼했다(같은해 크리스티나 사이에서 첫째 아이가 태어났다). 에브도키아와 이혼은 1753년까지 완료되지 못했고, 간니발은 그녀를 수도원에 보내져 그녀는 이곳에서 여생을 보냈다. 간니발의 2번째 결혼은 합법이라고 보지 않았다.

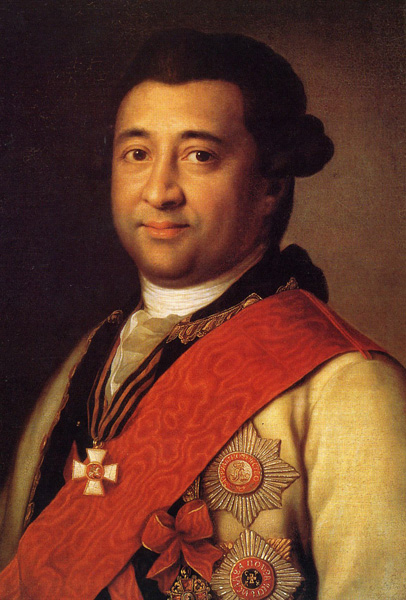
아브람의 아들 이반 간니발

간니발의 2번째 아내 크리스티나의 부계(父系)는 스칸디나비아(Scandinavia)와 독일(Germany):세베르크(Siöberg)(스웨덴), 갈퉁(Galtung)(노르웨이)와 그라보(Grabow)(덴마크와 브란덴부르크)의 귀족 가문의 피를 이어받았다. 두사람에겐 10명의 아이가 태어났다. 아들 중 한명인 오시프(Osip)는 나중에 딸 나데즈다(Nadezhda)를 가졌다. 나데즈다는 알렉산드르 푸시킨의 어머니였다. 간니발의 장남 이반은 해군장교가 되었고, 1779년 우크라이나의 해군기지 헤르손(Kherson)를 건설하여 최고사령관(General-in-Chief)이 되었다. 이것은 제정 러시아에서 2번째로 높은 고위 계급이었다.
간니발의 피를 이어받은 자손이 현대 영국 귀족이 되었다. 웨스트민스터 공작부인 나탈리아 그로스베노르( Natalia Grosvenor, Duchess of Westminster)와 밀퍼드헤이번 후작 4세 조지 마운트배튼(George Mountbatten, 4th Marquess of Milford Haven)이다.

## 같이 보기
- 아프리카계 러시아인

## 전기 및 일대기
- Life of Ganibal by D. S. Anuchin, 1899
- Notes on prosody: And Abram Gannibal by Vladimir Nabokov, 1964
- Абрам Петрович Ганнибал [Abram Petrovich Gannibal] by Георг Леетс [Georg Leets], Таллин [Tallinn], paperback 1984
- Abraham Hanibal - l’aïeul noir de Pouchkine by Dieudonné Gnammankou, paperback, Paris 1996
- Жизнь Ганнибала – прадеда Пушкина [The Life of Hannibal, Pushkin's Great Grandfather] by Наталья Константиновна Телетова [Natalja Konstantinovna Teletova], hardback, St. Petersburg 2004
- The Moor of St Petersburg: In the Footsteps of a Black Russian, by Frances Somers Cocks, paperback 2005
- Gannibal: the Moor of Petersburg, by Hugh Barnes, hardback 2005
- Abraham Hannibal and the Raiders of the Sands, by Frances Somers Cocks, paperback 2003 [historical novel for children]
- Abraham Hannibal and the Battle for the Throne, by Frances Somers Cocks, paperback 2003 [historical novel for children]